# Танцьорка в мрака
„Танцьорка в мрака“ (на английски: Dancer in the Dark) е филмова драма с елементи на мюзикъл от 2000 година, режисирана от Ларс фон Триер по негов собствен сценарий, с участието на Бьорк, Катрин Деньов, Дейвид Морз и Питър Стормър.
Филмът представлява третото произведение от трилогия на режисьора без сюжетна връзка след „Порейки вълните“ (1996) и „Идиотите“ (1998). Продукцията е направена в сътрудничество между компании от различни държави: Дания, Испания, Аржентина, Германия, Нидерландия, Италия, Съединените щати, Великобритания, Франция, Швеция, Финландия, Исландия и Норвегия.
Премиерата на филма е на филмовия фестивал в Кан, където печели големия приз „Златна палма“, както и награда за най-добра актриса за изпълнението на Бьорк. Саундтракът е издаден, като албум озаглавен „Песните на Селма“. Музиката е написана предимно от самата Бьорк в сътрудничество с британския музикант Марк Бел. Текстовете на песните са от режисьора Ларс фон Триер и исландския писател Сьон.

## Сюжет
„Танцьорка в мрака“ разказва историята на чехкинята Селма (Бьорк), която емигрира в Съединените щати с малкия си син по времето на тоталитарния период в Чехословакия. Живеейки бедно в лишения, тя работи в провинциален металообработващ завод. Знаейки, че страда от наследствено заболяване на очите, което води до постепенно ослепяване, тя се опитва да спести пари за операция на сина си, която да го предпази от нейната болест.

## В ролите
| Актьор           | Роля          |
| ---------------- | ------------- |
| Бьорк            | Селма Йежкова |
| Катрин Деньов    | Кати          |
| Дейвид Морз      | Бил Хюстън    |
| Питър Стормър    | Джеф          |
| Джоуъл Грей      | Олдрич Нови   |
| Кара Сеймур      | Линда Хюстън  |
| Владица Костич   | Джейн Йежкова |
| Жан-Марк Бар     | Норман        |
| Винсънт Патърсън | Самюъл        |

## Награди и номинации
| Награди                 | Награди                     | Награди                    | Награди                |
| Награда                 | Категория                   | Име                        | Резултат               |
| ----------------------- | --------------------------- | -------------------------- | ---------------------- |
| Награди Награди „Оскар“ | Най-добъра музика           | Бьорк Ларс фон Триер, Сьон | номинация              |
| Награди ФФ Кан          | Най-добър филм              |                            | награда „Златна палма“ |
| Награди ФФ Кан          | Най-добра актриса           | Бьорк                      | награда                |
| Награди „Златен глобус“ | Най-добъра музика           | Бьорк Ларс фон Триер, Сьон | номинация              |
| Награди „Златен глобус“ | Най-добра актриса           | Бьорк                      | номинация              |
| Награди „Сезар“         | Най-добър чуждестранен филм |                            | номинация              |